# Sport Lisboa e Benfica 2016-2017
Questa voce raccoglie le informazioni riguardanti il  Sport Lisboa e Benfica  nelle competizioni ufficiali della stagione 2016-2017.

## Stagione
La stagione inizia senza due giocatori chiave: Renato Sanches va al Bayern Monaco e Nicolás Gaitán si trasferisce all'Atlético Madrid, ciononostante il Benfica conquista subito la Supercoppa nazionale battendo il Braga per 3-0, mentre in Champions League i portoghesi sono sorteggiati nel gruppo B insieme a Napoli, Dinamo Kiev Beşiktaş e riescono qui ad accedere agli ottavi grazie agli otto punti conquistati (doppia vittoria con gli ucraini, doppio pareggio coi turchi e doppia sconfitta coi partenopei), ma sono qui fermati dal Borussia Dortmund (4-1 il risultato aggregato). Intanto però la squadra termina l'anno 2016 con il maggior numero di vittorie nell'anno solare insieme al Barcellona, ben 44 in sole 54 partite. A differenza degli spagnoli, le aquile tuttavia hanno disputato meno partite, quindi hanno la miglior percentuale di vittorie in Europa.
La stagione prosegue: il Benfica avanza fino alla semifinale in Taça da Liga dove viene battuta dalla Moreirense poi campione, mentre vince la Coppa nazionale sconfiggendo in finale il Vitória Guimarães. Questa stessa squadra viene battuta per 5-0 alla penultima giornata della Primeira Liga e arriva così il quarto titolo consecutivo, fatto mai accaduto nella storia degli Encarnados.

## Rosa
| N. |                       | Ruolo | Calciatore              |
| -- | --------------------- | ----- | ----------------------- |
| 1  | Brasile (bandiera)    | P     | Ederson                 |
| 2  | Argentina (bandiera)  | D     | Lisandro Ezequiel López |
| 3  | Spagna (bandiera)     | D     | Alejandro Grimaldo      |
| 4  | Brasile (bandiera)    | D     | Luisão                  |
| 5  | Serbia (bandiera)     | C     | Ljubomir Fejsa          |
| 6  | Brasile (bandiera)    | C     | Filipe Augusto          |
| 7  | Grecia (bandiera)     | C     | Andreas Samarīs         |
| 8  | Portogallo (bandiera) | C     | André Horta             |
| 9  | Messico (bandiera)    | A     | Raúl Jiménez            |
| 10 | Brasile (bandiera)    | C     | Jonas                   |
| 11 | Grecia (bandiera)     | A     | Kōstas Mītroglou        |
| 12 | Brasile (bandiera)    | P     | Júlio César             |
| 13 | Portogallo (bandiera) | P     | Paulo Lopes             |
| 14 | Svezia (bandiera)     | D     | Victor Lindelöf         |
| 15 | Perù (bandiera)       | A     | André Carrillo          |

| N. |                       | Ruolo | Calciatore       |
| -- | --------------------- | ----- | ---------------- |
| 17 | Serbia (bandiera)     | C     | Andrija Živković |
| 18 | Argentina (bandiera)  | C     | Eduardo Salvio   |
| 19 | Portogallo (bandiera) | D     | Eliseu           |
| 21 | Portogallo (bandiera) | C     | Pizzi            |
| 22 | Argentina (bandiera)  | C     | Franco Cervi     |
| 23 | Portogallo (bandiera) | C     | Pedro Pereira    |
| 27 | Portogallo (bandiera) | D     | Rafa Silva       |
| 33 | Brasile (bandiera)    | D     | Jardel           |
| 34 | Portogallo (bandiera) | C     | André Almeida    |
| 38 | Brasile (bandiera)    | D     | Marcelo Hermes   |
| 50 | Portogallo (bandiera) | D     | Nélson Semedo    |